# Зеллер, Сэнфорд Майрон
Сэнфорд Майрон Зеллер (англ. Sanford Myron Zeller; 1885—1948) — американский миколог, альголог и фитопатолог.

## Биография
Сэнфорд Майрон Зеллер родился 19 октября 1885 года в городе Колдуотер (штат Мичиган). Учился в Колледже Лоуренса в Висконсине (теперь Университет Лоуренса), затем перешёл в Гринвиллский колледж в Иллинойсе, где в 1909 году получил степень бакалавра естественных наук. Получил степени бакалавра и магистра искусств в Вашингтонском университете. В 1917 году Университет Вашингтона в Сент-Луисе присвоил Зеллеру учёную степень доктора философии. Скончался 4 ноября 1948 года.
Зеллер издал свыше 150 научных публикаций, посвящённых грибам-паразитам растений, грибам, образующим подземные плодовые тела, и водорослям.
Сэнфорд Зеллер был членом нескольких научных обществ США, в том числе Американского микологического общества, Фитопатологического общества и других.

## Роды и виды грибов, названные в честь С. М. Зеллера
- Zelleromyces Singer & A.H.Sm., 1960
- Aleurodiscus zelleri Burt, 1926
- Armillaria zelleri D.E.Stuntz & A.H.Sm., 1949
- Ceriomyces zelleri Murrill, 1912 [syn.  Xerocomus zelleri (Murrill) Snell, 1944]
- Craterellus zelleri Burt, 1926
- Elasmomyces zellerianus Singer & A.H.Sm., 1960 [syn.  Macowanites zellerianus (Singer & A.H.Sm.) Trappe, T.Lebel & Castellano, 2002]
- Exidia zelleri Lloyd, 1920
- Godronia zelleri Seaver, 1945
- Polyporus zelleri Murrill, 1915
- Rhizopogon zelleri A.H.Sm., 1966
- Russula zelleri Burl., 1936